# Carpelimus pusillus
Carpelimus pusillus é uma espécie de insetos coleópteros polífagos pertencente à família Staphylinidae.
A autoridade científica da espécie é Gravenhorst, tendo sido descrita no ano de 1802.
Trata-se de uma espécie presente no território português.